# خانه هلندی (رمان)
خانه هلندی رمانی‌ست نوشته آن پچت که ۲۴ سپتامبر ۲۰۱۹ از سوی انتشارات هارپر منتشر شد. این کتاب داستان یک برادر و خواهر را در طی پنج دهه روایت می‌کند. این رمان یکی از نامزدهای نهایی دریافت جایزه پولیتزر ۲۰۲۰ در بخش داستان بود.
نسخه صوتی خانه هلندی با صدای تام هنکس منتشر شده‌است.

## طرح
خانه هلندی عمارتی‌ست واقع در پارک الکینز، پنسیلوانیا در حومهٔ فیلادلفیا. خانواده فن هوبیک، زن و شوهری با اصالت هلندی که ثروت خود را در صنعت دخانیات به دست آورده بودند، این خانه را در سال ۱۹۲۲ ساختند. ملّاکی خود ساخته و موفق به نام سیریل کانروی در سال ۱۹۴۶ این عمارت را خرید تا همسرش النا را غافلگیر کند. فرزندان آنها، دنی و مِیو در خانه هلندی بزرگ شدند. النا خانه هلندی را دوست ندارد و وقتی دنی ۳ ساله و مِیو ۱۰ ساله است، خانواده‌اش را رها می‌کند تا به فقرای هند کمک کند. پس از فوت سیریل، نامادری بچه‌ها، آندره، دنی و میو را از خانه بیرون می‌کند. این خواهر و برادر که دیگر کسی را ندارند باید به یکدیگر تکیه کنند. میو با تتمه ارثیه‌شان دنی را به مدرسه شبانه‌روزی چوت رزمری هال، دانشگاه کلمبیا و دانشکده پزشکی می‌فرستد. دنی، با این که علاقه‌ای به طبابت ندارد، برای جلب رضایت میو دانشکده پزشکی را تمام می‌کند. راوی این رمان دنی کانروی در بزرگسالی‌ست.

## پس‌زمینه
پچت در مصاحبه‌ای می‌گوید وقتی دانشجوی کالج سارا لارنس بود تعطیلات و آخر هفته‌ها را در وینکوت، الکینز پارک و جنکینتاون می‌گذراند. همین باعث شد الکینز پارک را به عنوان محل وقوع داستانش انتخاب کند. دلیل دیگر نزدیکی الکینز پارک به نیویورک بود. پچت از پیش می‌دانست نیویورک در این رمان حضور خواهد داشت. او از بسیاری جهات این رمان را متأثر از پیروزی ترامپ در انتخابات می‌داند. او می‌گوید اگرچه بسیاری به او می‌گویند کتاب‌هایش سیاسی نیستند، خود او با این نظر مخالف است. او می‌گوید وقتی در زمانه‌ای زندگی می‌کنیم که بسیاری معتقدند «در دنیا چیزی بهتر از خرپول بودن، کارداشیان بودن، ترامپ بودن وجود ندارد، وسوسه می‌شوم راجع به شخصیتی بنویسم که نمی‌خواهد پولدار باشد، یا کسی که پولدار است اما ثروتش را به باد می‌دهد. یا کسی که پولدار است اما ثروتش را می‌گذارد و می‌رود.»

## نقدها
وب سایت بوک مارکس با  بررسی مجموع نقدهایی که منتقدان جریان اصلی بر این رمان نوشتند، آن را در مجموع «مثبت» ارزیابی کرد. از ۳۱ نقدی که بر این رمان نوشته شده بود: ۱۵ نقد تحسین‌آمیز، ۱۳ نقد مثبت و ۳ نقد ترکیبی از نکات مثبت و منفی بود.
پابلیشرز ویکلی از این رمان تعریف و تمجید کرد: «رمان درخشان پچت، کند و کاوی‌ست متفکرانه و مشفقانه دربارهٔ وسواس فکری و بخشش، دربارهٔ آنچه مردم بدست می‌آورند، نگه می‌دارند، از دست می‌دهند یا می‌بخشند، و آنچه از خود باقی می‌گذارند.»
کیرکس ریویوز نقد تحسین‌آمیزی بر رمان نوشت: «برگ برنده پچت در این رمان، مشاهدات زیرکانه در مورد ذات بشر است که به سادگیِ تمام بیان می‌شوند. او بار دیگر ثابت می‌کند که در تصویر کردن شخصیت‌هایش طی چندین دهه و پیر کردن آنها استاد است. در این داستان، تنها چیزی که عوض نمی‌شود خانه است. وقتی کتاب را می‌بندید احساس می‌کنید که می‌توانید پشت فرمان بنشینید و به الکینز پارک بروید و آنجا را به چشم ببینید.»
دونا سیمن، نویسنده بوکلیست، این رمان را ستود و آن را با آثار فیتزجرالد و مک‌درموت مقایسه کرد و گفت: «پچت [در این رمان] در نهایت ظرافت و در عین حال در اوج جلوه‌گری‌ست.»
مارتا ساوتگیت در مقاله‌ای که برای نقد کتاب نیویورک تایمز نوشت رمان را مثبت ارزیابی کرد و گفت: «این رمان جاده‌ای پر پیچ و خم را در پیش می‌گیرد، از دل جنگل می‌گذرد و شتابی برای رسیدن به پایان ندارد، پایان رمان هم چندان غافلگیرکننده نیست. اما اگر با هچت همراه شوید، در انتهای راه گنجی نصیبتان می‌شود.»
دونا لیکوری از آسوشیتدپرس نوشت: «توانایی‌های داستان‌گویی پچت در این رمان لذت‌بخش به خوبی آشکار می‌شود.»